# Anjo (álbum de Robson Monteiro)
Anjo é o terceiro álbum  do cantor Robinson Monteiro lançado em 2001 pela Warner Music Brasil, o álbum contém 13 faixas.

## Faixas
| N.º | Título                                                 | Duração |  |
| 1.  | "Pra sempre vou te amar (Forever by Your Side)"        | 4:13    |  |
| 2.  | "Em sua voz (Killing Me Softly with His Song)"         | 4:10    |  |
| 3.  | "Ficou no ar"                                          | 3:45    |  |
| 4.  | "Tudo me lembra você (Mi Dios y Mi Cruz)"              | 4:14    |  |
| 5.  | "Viver é ter você pra mim (The Greatest Love of All)"  | 4:39    |  |
| 6.  | "Doido pra ser feliz"                                  | 4:36    |  |
| 7.  | "Amanhã"                                               | 5:36    |  |
| 8.  | "Coisas da vida"                                       | 5:26    |  |
| 9.  | "Rio das Inquietas Águas (Bridge Over Troubled Water)" | 5:19    |  |
| 10. | "Contrato assinado"                                    |         |  |
| 11. | "Anjo"                                                 | 3:15    |  |
| 12. | "We Are The World"                                     | 3:49    |  |
| 13. | "Se Tu Quiseres Crer (When You Believe)"               | 4:30    |  |